# Dieter Arnold
Dieter Arnold (Heidelberg, 1936) és un egiptòleg alemany.

## Biografia
Es va doctorar el 1963 a la Universitat de Múnic amb la tesi "Wandrelief und Raumfunktion in ägyptischen Tempeln des Neuen Reiches".
Va treballar a l'Institut Arqueològic Alemany del Caire en les excavacions Dahshur, Deir el-Bahri i at-Tarif.
De 1979 a 1984 va ser professor a la Universitat de Viena, i després conservador del departament egipci del Museu Metropolità d'Art de Nova York, dirigit aleshores per la seva esposa, Dorothea Arnold. La seva especialitat és l'arquitectura de l'antic Egipte. Com a col·laborador del Museu Metropolità, que dirigeix les expedicions anuals del museu a el-Lisht i Dahshur.

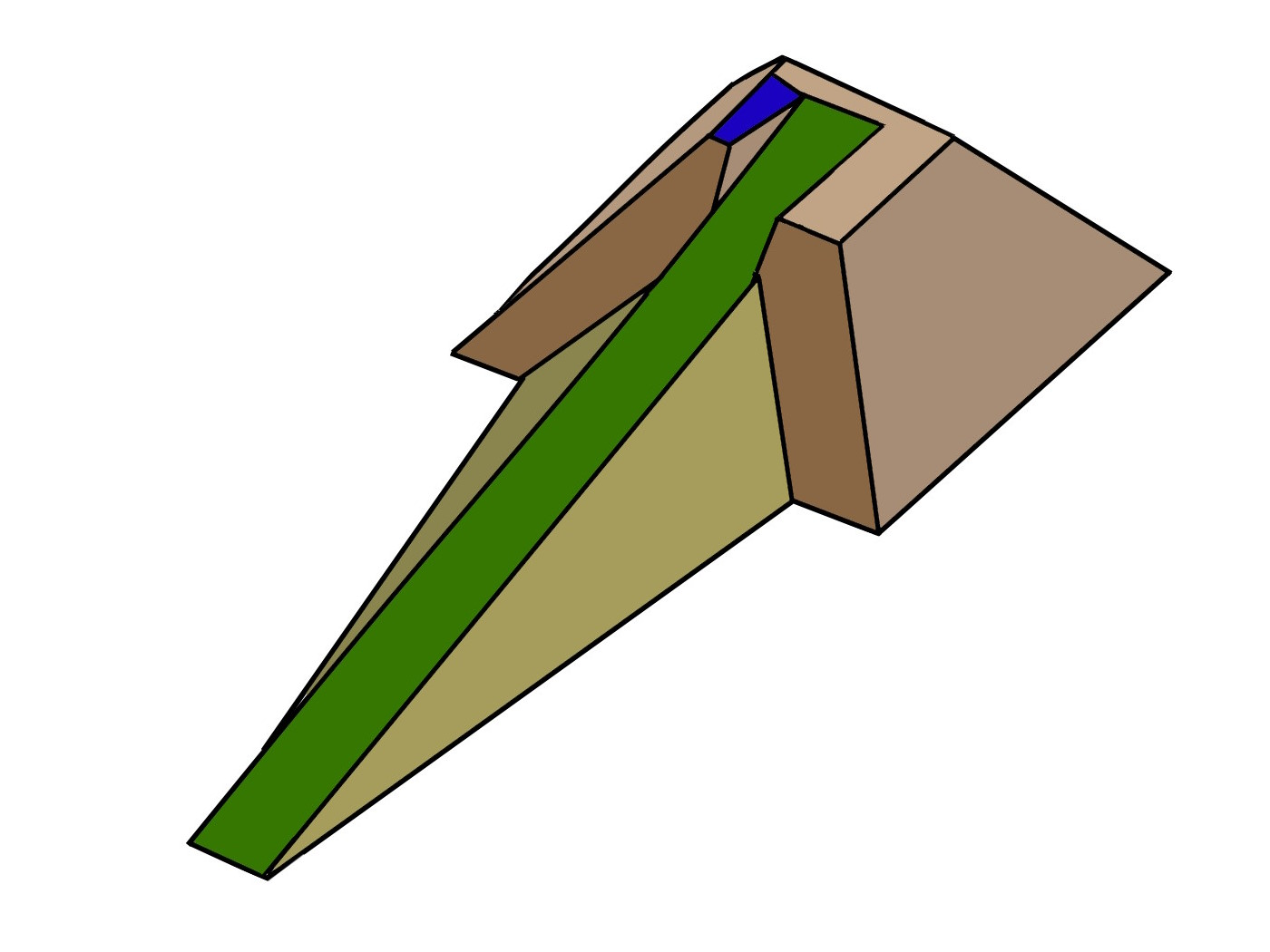
Model de rampa de Dieter Arnold

El 1981 va publicar una proposta per construir la piràmide de Quèops. La rampa passa primer per fora i després per un camí dins de la piràmide. Arnold tenia clar que el mètode de construcció no es podia explicar únicament arqueològicament per manca de troballes: “Ja no és possible determinar com el van utilitzar els constructors egipcis. Tanmateix, els exemples de les piràmides de Keops i Kefrén demostren que van aconseguir resoldre el problema".

## Publicacions (selecció)
- Die Tempel Ägyptens. Götterwohnungen, Kultstätten, Baudenkmäler. Artemis & Winkler, München / Zürich 1992, ISBN 3-7608-1073-X.
- Lexikon der ägyptischen Baukunst. Artemis & Winkler, München / Zürich 1994, ISBN 3-7608-1099-3.
- Temples of the Last Pharaos. Oxford University Press, New York NY u. a. 1999, ISBN 0-19-512633-5.